# منتخب قبرص تحت 19 سنة لكرة القدم
منتخب قبرص تحت 19 سنة لكرة القدم (بالتركية: Kıbrıs Cumhuriyeti 19 yaş altı millî futbol takımı)‏ هو ممثل قبرص الرسمي في المنافسات الدولية في كرة القدم في فئة كرة قدم للرجال تحت 19 سنة، يديريه اتحاد قبرص لكرة القدم.